# Hamatonbetsu
Hamatonbetsu (浜頓別町, Hamatonbetsu-chō) est un bourg du district d'Esashi, situé dans la sous-préfecture de Sōya, sur l'île de Hokkaidō, au Japon.

## Géographie

### Situation
Hamatonbetsu est situé dans l'est de la sous-préfecture de Sōya, sur l'île de Hokkaidō, au bord de la mer d'Okhotsk.

### Démographie
Au 31 mars 2015, la population de Hamatonbetsu s'élevait à 3 912 habitants répartis sur une superficie de 401,64 km2.

### Hydrographie
Le lac Kutcharo se trouve sur le territoire de Hamatonbetsu, au nord.

### Climat
| Mois                                             | jan.       | fév.       | mars       | avril      | mai       | juin      | jui.      | août      | sep.      | oct.      | nov.       | déc.       | année              |
| ------------------------------------------------ | ---------- | ---------- | ---------- | ---------- | --------- | --------- | --------- | --------- | --------- | --------- | ---------- | ---------- | ------------------ |
| Température minimale moyenne (°C)                | −10,3      | −11,1      | −6,1       | 0,1        | 4,9       | 9         | 13,7      | 15,7      | 11,7      | 5,3       | −1         | −7,2       | 2,1                |
| Température moyenne (°C)                         | −6,3       | −6,3       | −2         | 4          | 9,2       | 12,8      | 16,9      | 19        | 15,8      | 9,6       | 2,4        | −3,8       | 6                  |
| Température maximale moyenne (°C)                | −3,3       | −2,6       | 1,4        | 8          | 13,7      | 16,9      | 20,7      | 22,8      | 20,3      | 14,1      | 5,6        | −1         | 9,8                |
| Record de froid (°C) date du record              | −27,4 1984 | −27,4 1978 | −24,6 2001 | −10,2 1999 | −4,2 1989 | −2 1981   | 1 1983    | 4 1980    | 1,9 1985  | −4,1 2006 | −16,8 1981 | −19,5 2002 | −27,4 1978 et 1984 |
| Record de chaleur (°C) date du record            | 8,2 2009   | 9,3 2010   | 15,9 2018  | 23,6 2015  | 29,7 2013 | 30,6 2014 | 33,6 1989 | 33,4 2000 | 30,9 1994 | 24,7 2019 | 19 2003    | 10,2 1994  | 33,6 1989          |
| Ensoleillement (h)                               | 59,7       | 82,3       | 132,2      | 166,3      | 174       | 148,2     | 132,9     | 143,1     | 165,3     | 135,7     | 71,9       | 56,6       | 1 470,1            |
| Précipitations (mm)                              | 62,1       | 46,7       | 50,2       | 47,6       | 61        | 65        | 116,9     | 118,9     | 121,4     | 106,4     | 101,9      | 83,3       | 997                |
| Nombre de jours avec précipitations              | 17,5       | 15,1       | 13,5       | 10,6       | 10,8      | 10,2      | 11,3      | 11,7      | 13,1      | 14,5      | 17,7       | 19,2       | 166,2              |
| dont nombre de jours avec précipitations ≥ 10 mm | 1,1        | 0,6        | 0,8        | 1,5        | 2         | 2,2       | 3,6       | 3,8       | 3,7       | 3,5       | 3          | 1,8        | 28                 |

| Diagramme climatique                                  |               |             |          |           |         |               |               |               |              |            |            |
| J                                                     | F             | M           | A        | M         | J       | J             | A             | S             | O            | N          | D          |
| −3,3−10,362,1                                         | −2,6−11,146,7 | 1,4−6,150,2 | 80,147,6 | 13,74,961 | 16,9965 | 20,713,7116,9 | 22,815,7118,9 | 20,311,7121,4 | 14,15,3106,4 | 5,6−1101,9 | −1−7,283,3 |
| Moyennes : • Temp. maxi et mini °C • Précipitation mm |               |             |          |           |         |               |               |               |              |            |            |